# Kurfyrstendømmet Bayern
Kurfyrstedømmet Bayern er betegnelsen for Hertugdømmet Bayern i tidsrummet fra da hertugen af Bayern blev ophøjet til Kurfyrste i 1623, til oprettelsen af Kongeriget Bayern i 1806.

## Historie
1620 besejrede tropper fra den den Katolske Liga under ledelse af den bayerske feltherre Johann Tserclaes Tilly i Slaget ved Det Hvide Bjerg ved Prag protestanterne. Som tak for det modtog Maximilian 1. af Bayern i 1623 udnævnelse til kurfyrste og 1628 det af ham besatte Oberpfalz som krigsskadeerstatning. Ved den Westfalske fred i 1648 blev kurfyrstedømmet bekræftet. I 1777 uddøde den bayerske linje af Wittelsbacherne, og Bayern blev forenet med Kurpfalz; efter sammenlægningen blev området kaldt Pfalzbaiern . Kurfyrstedømmet bestod til 1806, da Bayern blev udråbt til kongedømme. Hertug og kurfyrste Maximilian 4. Joseph blev som Maximilian 1. Joseph 5. januar 1806 i Bamberg udråbt som den første bayerske konge.

## Kurfyrster af Bayern
- 1623 – 1651: Maximilian
- 1651 – 1679: Ferdinand Maria
- 1679 – 1726: Maximilian 2. Emanuel
- 1726 – 1745: Karl 1. Albert, også tysk-romersk kejser 1742–1745
- 1745 – 1777: Maximilian 3. Joseph
- 1777 – 1799: Karl Theodor
- 1799 – 1806: Maximilian 4. Joseph (fra 1806 konge som Maximilian 1. Joseph af Bayern)